# Poyanne
Poyanne – miejscowość i gmina we Francji, w regionie Nowa Akwitania, w departamencie Landy.
Według danych na rok 1990 gminę zamieszkiwało 516 osób, a gęstość zaludnienia wynosiła 48 osób/km² (wśród 2290. gmin Akwitanii Poyanne plasuje się na 702. miejscu pod względem liczby ludności, natomiast pod względem powierzchni na miejscu 1012.).